# ゴーイン・ホーム
「ゴーイン・ホーム」(Goin' Home)は、ローリング・ストーンズの楽曲。1966年発表のアルバム『アフターマス』収録曲。作詞・作曲はミック・ジャガーおよびキース・リチャーズ。

## 解説
11分超の演奏時間は、ストーンズのオリジナルアルバム収録曲の中では最も長い。曲のうち、テーマの部分は最初の3分程度で、残りは全てアドリブの演奏となっている。当初はここまで長くなる予定ではなかったが、ビル・ワイマンによれば誰も演奏を途中で止める合図をしなかったため、ここまで長くなったのだという。このアドリブ部分がパワフルだったため、ノーカットで収録することで全員の意見が一致し、このような形での収録になったという。『アフターマス』には、これまでにない革新的な作風が多く見られたアルバムだったが、この曲もアドリブの演奏をそのまま、さらに11分という長さで全く編集せず収録するという、当時ではある種の実験だった。途中でドラムスが中断する部分があるが、これはキース・リチャーズが着ていたコートをチャーリー・ワッツに向かって投げつけたためである。
アメリカの一部の放送局では、歌詞に性的な表現があるとして放送禁止の措置をとった。フランスでは、曲をA、B両面に分けてシングル・カットしている。ストーンズのステージにおいては1967年にしか披露されていないが、ミック・ジャガーは1995年のインタビューで「すごくブルージーな曲」と、この曲について言及している。

## レコーディング・メンバー
- ミック・ジャガー - ボーカル[4]
- キース・リチャーズ - エレキギター[4]
- ブライアン・ジョーンズ - ハーモニカ[4]
- ビル・ワイマン - ベース[4]
- チャーリー・ワッツ - ドラムス[4]
- イアン・スチュワート - ピアノ[4]
- ジャック・ニッチェ - タンブリン、マラカス[4]